# Pont de la Concorde
De Pont de la Concorde is een brug over de Seine in Parijs, tussen de Quai des Tuileries (Place de la Concorde) en de Quai d'Orsay. Hij is 153 meter lang en 34 meter breed.
Achtereenvolgens werd hij Pont Louis XVI genoemd, dan Pont de la Révolution, en Pont de la Concorde, vervolgens na de Restauration (1814) weer Pont Louis XVI, en vanaf 1830 weer Pont de la Concorde.
Plannen voor de brug waren er al vanaf 1725, toen het Place Louis XV (tegenwoordig Place de la Concorde) werd aangelegd, maar pas in 1791 werd de brug gebouwd. Het ontwerp is van architect Jean-Rodolphe Perronet. Bij de bouw is materiaal gebruikt van de gesloopte Bastille-gevangenis die twee jaar eerder (1789) was bestormd.
|  |

In 1810 liet Napoleon Bonaparte er standbeelden plaatsen van acht generaals die gedurende de veldtochten van het Eerste Keizerrijk waren gestorven. Na de Restauratie verving men deze standbeelden door twaalf monumentale standbeelden in wit marmer van vier eerste ministers (Colbert, Richelieu, Suger, Sully), vier militairen (Bayard, Condé, Du Guesclin, Turenne) en vier marineofficieren (Duguay-Trouin, Duquesne, Suffren, Tourville). Maar deze belasting bleek te zwaar voor de brug, en Lodewijk Filips I liet de standbeelden overbrengen naar Versailles.
Het verkeer is hier zeer druk en daarom werd de brug tussen 1930 en 1932 aan beide zijden uitgebreid, zodat de totale breedte werd verdubbeld. De ingenieurs Deval en Malet zorgden ervoor dat de oorspronkelijke neoclassicistische architectuur behouden bleef. In 1983 werd de brug nogmaals vernieuwd. Op de bruggen in de Boulevard Périphérique na is dit de Parijse brug die het meeste verkeer te verwerken krijgt.
Pont Amont ·
Pont Alexandre-III ·
Pont de l'Alma ·
Pont de l'Archevêché ·
Pont d'Arcole ·
Pont des Arts ·
Pont d'Austerlitz ·
Viaduc d'Austerlitz ·
Pont Aval ·
Pont de Bercy ·
Pont de Bir-Hakeim ·
Pont du Carrousel ·
Pont au Change ·
Pont Charles-de-Gaulle ·
Pont de la Concorde ·
Passerelle Debilly ·
Pont au Double ·
Pont du Garigliano ·
Pont de Grenelle ·
Pont d'Iéna ·
Pont des Invalides ·
Passerelle Léopold-Sédar-Senghor ·
Pont Louis-Philippe ·
Pont Marie ·
Pont Mirabeau ·
Pont National ·
Pont Neuf ·
Pont Notre-Dame ·
Petit-Pont ·
Pont Rouelle ·
Pont Royal ·
Pont Saint-Louis ·
Pont Saint-Michel ·
Passerelle Simone-de-Beauvoir ·
Pont de Sully ·
Pont de Tolbiac ·
Pont de la Tournelle
Zie ook: Bruggen in Parijs · Lijst van bezienswaardigheden in Parijs · Seine · Rive Gauche · Rive Droite